# تواصل كلامي

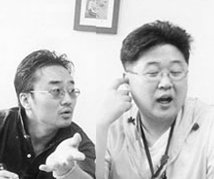

التواصل الكلامي هو عملية التعامل بين الأشخاص عن طريق إصدر أصوات معينة منظمة يرسلها ومن ثم يستقبلها ويفهمها البشر على هيئة كلام، وتختلف تلك المنظومة الكلامية من مكان إلى آخر طبقاً للغة التي يستخدمها كل جنس بشري في بيئته، وتهتم العديد من العلوم الأكاديمية بدراسة التواصل الكلامي مثل علم الإنسان، وعلم اللغويات وعلوم التواصل وعلوم الكمبيوتر.
ويوجد فارق واضح بين عملية التواصل الكلامي أو الصوتي والكلمات نفسها وهي الأداة المستخدمة للقيام بمثل هذا النوع من التواصل البشري

## تطوره
تطور علم الكلام مع تطور البشرية وتوسع البشر للحياة في جميع أنحاء العالم، مما أدى إلى انتشار وصناعة لغات كثيرة تنتمي لكل منها شعوب معينة، بعض تلك اللغات تطور مع مرور الزمان نتيجة لتغير اللهجات واللكنات مما أدى لتكون لغات جديدة، والبعض الآخر اندثر تماما باختفاء أو دمار الحضارة التي تنتمي إليها اللغة، وتعد من اللغات الميتة، مثل اللغة المصرية القديمة

## اقرأ أيضا
- تواصل غير كلامي
- دلالة لفظية
- تنظيم الوقت